# Alberto Manguel

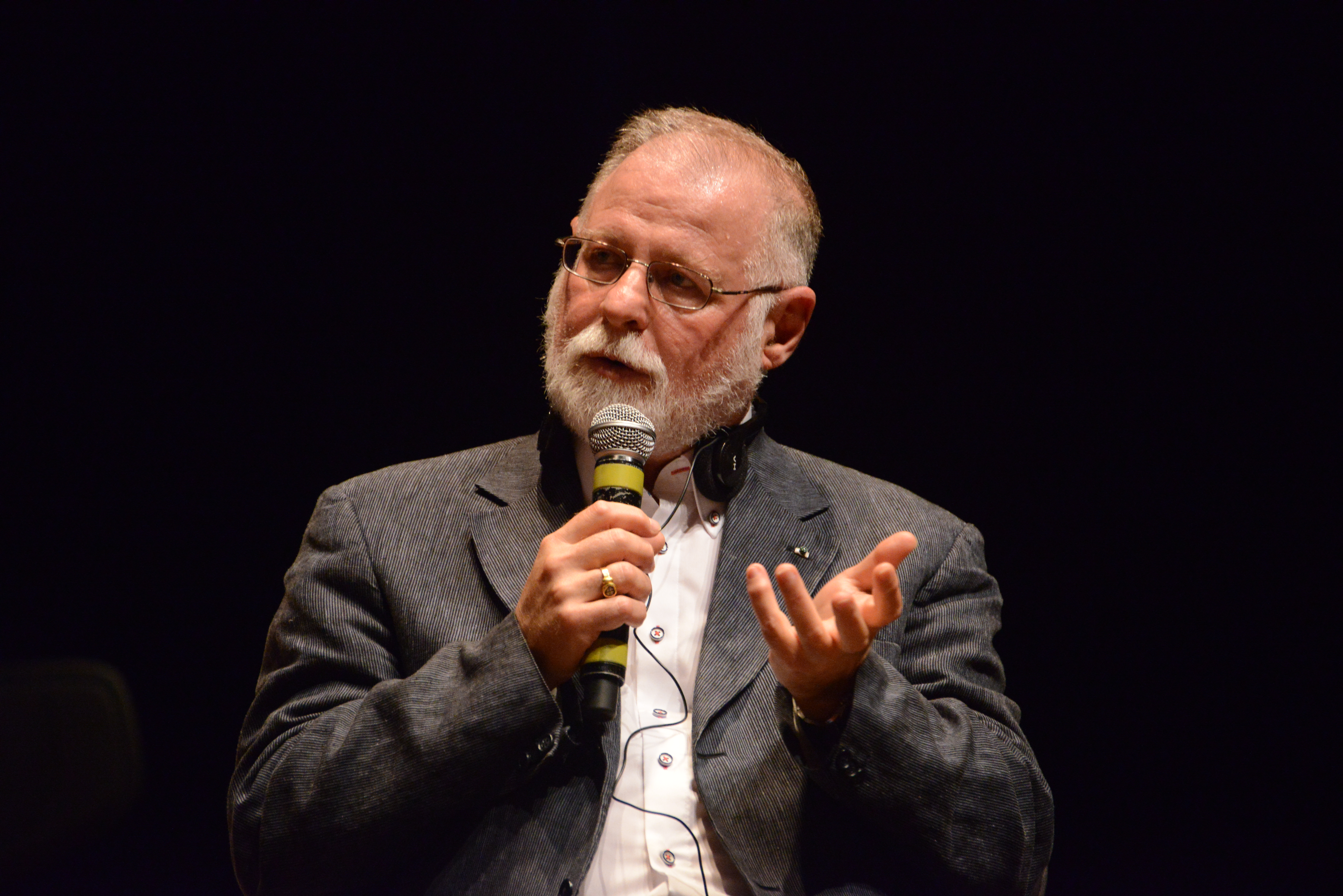
Alberto Manguel (2014)

Alberto Adrián Manguel (* 13. März 1948 in Buenos Aires) ist ein aus Argentinien stammender kanadischer Schriftsteller, Literaturdozent, Übersetzer und Redakteur.

## Leben
Alberto Manguel ist der Sohn von Pablo Manguel, dem ersten argentinischen Botschafter in Israel, und dessen Frau Rosa Finkelstein. Seine ersten Lebensjahre verbrachte er dort. Als Teenager begegnete er in einer Buchhandlung dem erblindeten argentinischen Schriftsteller Jorge Luis Borges und wurde daraufhin einer seiner Vorleser. Er studierte am Colegio Nacional de Buenos Aires.
Manguel besitzt die kanadische Staatsbürgerschaft und lebte mit seinem Partner Craig Stephenson, einem Psychoanalytiker, lange in Mondion (Frankreich). Er ist Autor von Sachbüchern und Romanen. Von 2016 bis 2018 war Manguel Direktor der Biblioteca Nacional Mariano Moreno. Er übersetzte Werke von Amin Maalouf, Anna Seghers, Philippe Sollers und Marguerite Yourcenar ins Englische und Werke von Katherine Mansfield und Arnold Wesker ins Spanische.
Manguel besaß eine private Bibliothek von etwa 40.000 Büchern, die als eine der größten privaten Büchersammlungen gilt. Im Herbst 2020 schenkte er sie der Stadt Lissabon, die damit ein Studienzentrum für die Geschichte des Lesens einrichtet. Die Bibliothek wird ein Teil des Espaço Atlântida sein, eines Kulturzentrums, das 2024 eröffnet werden wird und dessen Direktor Manguel sein wird. Es gehört zur Empresa de Gestão de Equipamentos e Animação Cultural (EGEAC) gehört, einem städtischen Unternehmen, das die öffentlichen Kultureinrichtungen führt. Manguel spricht Spanisch, Englisch, Französisch, Italienisch und Deutsch, nun lernt er dafür Portugiesisch.
Manguel ist Mitglied der britischen Royal Society of Literature, der Writers’ Union of Canada und des PEN International.

## Schriften auf Deutsch (Auswahl)
- mit Gianni Guadalupi: Von Atlantis bis Utopia. Ein Führer zu den imaginären Schauplätzen der Weltliteratur. Christian, München 1981, ISBN 3-88472-064-3.
- Eine Geschichte des Lesens. Volk und Welt, Berlin 1998, ISBN 3-353-01101-3.
- Im siebten Kreis. Rowohlt TB, Reinbek 1999, ISBN 3-499-22599-9.
- Im Spiegelreich. Rowohlt, Reinbek 2000, ISBN 3-499-22780-0.
- Bilder lesen: eine Geschichte der Liebe und des Hasses. Rowohlt, Reinbek 2002, ISBN 3-499-23199-9.
- Stevenson unter Palmen. Eine metaphysische Kriminalgeschichte. Aus dem Englischen von Chris Hirte. S. Fischer, Frankfurt am Main 2003, ISBN 978-3-10-047750-7.
- Tagebuch eines Lesers. Fischer TB, Frankfurt 2005, ISBN 978-3-596-15943-7.
- Die Bibliothek bei Nacht. S. Fischer, Frankfurt 2005, ISBN 978-3-10-048750-6.
- Alberto Manguel über Homer, Ilias und Odyssee. dtv, München 2009, ISBN 978-3-423-34569-9.
- Alle Menschen lügen. S. Fischer, Frankfurt 2010, ISBN 978-3-10-048757-5.
- Eine Stadt aus Worten. Fischer TB, Frankfurt 2011, ISBN 978-3-596-18429-3.
- Zwei Liebhaber des Schattens. S. Fischer, Frankfurt 2013, ISBN 978-3-10-048755-1.
- Übers. Achim Stanislawski: Eine Geschichte der Neugierde. S. Fischer, Frankfurt 2016, ISBN 978-3-10-048758-2 (Curiosity, engl.)
- Übers. Amelie Thoma: Sehnsucht Utopie. Eine Reise durch fünf Jahrhunderte. Folio, Wien 2018, ISBN 978-3-85256-758-7 (Voyage en utopies, frz.)

## Ehrungen und Auszeichnungen (Auswahl)
Manguel erhielt 2004 von der John Simon Guggenheim Memorial Foundation ein Stipendium. Er wurde zum Kommandeur des Ordre des Arts et des Lettres in Frankreich und zum Officer of the Order of Canada und zum Mitglied der Academia Argentina de Letras ernannt. Er ist Ehrendoktor der Universitäten Lüttich (Belgien), Anglia Ruskin (Cambridge, England), Ottawa und York (Kanada). Des Weiteren konnte er zahlreiche internationale Preise entgegennehmen:
- 1992: McKitterick Prize für News from a Foreign Country Came (dt. Titel: Im siebten Kreis), Vereinigtes Königreich[9]
- 1998: Prix Médicis, Kategorie Essay für Eine Geschichte des Lesens, Frankreich
- 2002: Premio Germán Sánchez Ruipérez für sein Werk, Spanien[10]
- 2004: Prix Roger Caillois für sein Werk, Frankreich[11]
- 2007: Premio Grinzane Cavour, Kategorie Sachbuch für Tagebuch eines Lesers, Italien
- 2017: Premio Alfonso Reyes[8]
- 2017: Premio Formentor de las Letras für sein Werk, Spanien[2]
- 2018: Gutenberg-Preis der Stadt Mainz[12]
- 2019: Premio saggistica Città delle Rose für „Vivere con i libri. Un'elegia e dieci digressioni“ (Leben mit Büchern. Eine Elegie und zehn Abschweifungen), Italien[13][14]